# Renswoude
Renswoude é um município dos Países Baixos, situado na província da Utreque. Tem 18,51 km² de área e sua população em 2020 foi estimada em 5.517 habitantes.